# Tadeusz Machl
Tadeusz Machl (* 22. Oktober 1922 in Lemberg; † 31. August 2003 in Krakau) war ein polnischer Komponist, Organist und Musikpädagoge.
Machl hatte seit dem 10. Lebensjahr Klavierunterricht und war an der Musikschule seiner Heimatstadt Schüler von Helena Kasparek. Seine Pläne für ein Studium am Moskauer Konservatorium wurden durch den Ausbruch des Deutsch-Sowjetischen Kriegs 1941 verhindert. In den Folgejahren nahm er an Untergrund-Konzerten in Lemberg teil, bei denen er u. a. Edward Statkiewicz, Andrzej Hiolski, Franciszek Bedlewicz und Romuald Cyganik am Klavier begleitete.
Von 1944 bis 1947 war er Organist an der St.-Elisabeth-Kirche, danach bis 1950 an der Krakauer Corpus-Christi-Kirche. Von 1947 bis 1951 studierte er an der Staatlichen Musikhochschule Krakau Komposition bei Artur Malawski, Instrumentation bei Feliks Wrobel und Orgel bei Bronisław Rutkowski. Von 1950 bis 1954 war er Mitarbeiter des Musikverlages Polskie Wydawnictwo Muzyczne in Krakau.
Von 1952 bis 1998 unterrichtete Machl Komposition und Instrumentation an der Staatlichen Musikhochschule in Krakau. Daneben war er zwischen 1967 und 1973 zunächst Dekan der Fakultät für Musiktheorie, Komposition und Dirigieren und später Vizerektor der Krakauer Musikakademie. Von 1982 bis 1986 und ab 1999 unterrichtete er zudem an der Jagiellonen-Universität. Von 1979 bis 1983 leitete er die Vereinigung der Amateurchöre und -orchester von Krakau. Weiterhin war er aktiv in der Polnischen Komponistenunion und von 1976 bis 1979 Mitglied im Rat für höhere Musikerziehung des polnischen Kultusministeriums.
Unter den Kompositionen Machls finden sich große Orchesterwerke (u. a. sechs Sinfonien) ebenso wie kammermusikalische Werke, Instrumentalkonzerte, Kantaten, ein Requiem und Kirchenmusik. Unter anderem wurde er mit dem Goldenen Verdienstkreuz (1965), Preisen des Kultusministeriums (1971 und 1990) sowie dem Ritterkreuz (1972) und dem Offizierskreuz (1988) des Ordens Polonia Restituta ausgezeichnet.

## Werke
- Stabat Mater, Oratorium für vier Solisten, gemischten Chor und Orchester (1945)
- Trzy miniatury symfoniczne für Orchester (1946)
- Symfonia nr 1 für gemischten Chor und Orchester (1947)
- Symfonia nr 2 (1948)
- Dzień pracy, Kantate für vier Solisten und kleines Sinfonieorchester (1948)
- Symfonia nr 3 (Uwertura symfoniczna „Tatry“) für Orchester (1948)
- Koncert organowy nr 1 für Orgel und großes Sinfonieorchester (1950)
- Kwartet smyczkowy nr 1 (Streichquartett) (1950)
- Pięć etiud wirtuozowskich für Orgel (1950)
- Trzy pieśni do słów Leopolda Staffa i Konstantego Ildefonsa Gałczyńskiego für Sopran und Klavier (1950–55)
- Koncert organowy nr 2 für Orgel und großes Sinfonieorchester (1952)
- Koncert organowy nr 3 (Uwertura koncertująca) für Orgel und großes Sinfonieorchester (1953)
- Kantata młodzieżowa für Sopran, Bariton, gemischten Chor und großes Sinfonieorchester (1954)
- Symfonia nr 4 für großes Sinfonieorchester (1954)
- Suita liryczna für Violine und Klavier (1955)
- Suita liryczna für großes Sinfonieorchester (1956)
- Koncert organowy nr 4 für Orgel und Streichorchester (1957)
- Kwartet smyczkowy nr 2 (1957)
- Koncert für Sopran und großes Sinfonieorchester (1958)
- Koncert skrzypcowy (Violinkonzert) (1960)
- Kwartet smyczkowy nr 3 (1961)
- Koncert klawesynowy (Cembalokonzert) (1962)
- Symfonia nr 5 (Cztery studia wirtuozowskie) für Sopran, Frauenchor und Orchester (1963)
- Deux Piéces pour Grand Orgue (1964)
- Koncert fortepianowy (1964)
- Pièce en cinqe mouvements für Orgel (1965)
- Koncert für Harfe und Sinfonieorchester (1965)
- Koncert podwójny, Doppelkonzert für Cembalo, Klavier und Orchester (1966)
- Koncert für Cello oder Bratsche (1967)
- Mini Suita für Orgel (1967)
- Lot Ikara, konzertante Kantate für Sopran, Rezitator, Orgel und Orchester (1968)
- Tryptyk für große Orgel (1968)
- Koncert organowy nr 5 für drei Orgeln und Sinfonieorchester (1969)
- Uwertura jubileuszowa für Orchester (1969)
- Koncert potrójny, Tripelkonzert für zwei Klaviere, Orgel und Orchester (1969)
- Dziesięć utworów für mittlere Orgel (1970)
- Koncert für Waldhorn und Orchester (1971)
- Kwartet smyczkowy nr 4 (1972)
- Sonata für drei Orgeln (1972)
- Błękitny krzyż, Kantate für Sopran, zwei Rezitatoren, zwei Tonbänder und Orchester (1974)
- Pejzaże I, Zyklus von Präludien und Fugen für Orgel (1976)
- Pejzaże II, Zyklus von Präludien und Fugen für Orgel (1977)
- Koncert organowy nr 6 für Orgel und zwei Orchester (1979)
- Poemat Jubileuszowy für großes Sinfonieorchester (1979)
- Wielka fantazja z podwójną fugą B-A-C-H für Orgel (1980)
- Haerbarium, Septett für Orgel, Englisch Horn, Horn, Fagott, Cello, Harfe und Perkussion (1980)
- Requiem dla Zaginionych w Tatrach für Sopran, Bariton, Rezitator, gemischten Chor, Orgel und großes Sinfonieorchester (1980)
- Rupicaprae, 8 Etüden für Doppelpedal (1982)
- Pejzaże III, Zyklus von Präludien und Fugen für Orgel (1982)
- Terrarium für Orgel, Harfe, Violine und Perkussion (1982)
- Piętnaście poematów różańcowych für Orgel (1983)
- Koncert organowy nr 7 (1983)
- Preludium für Klavier (1983)
- Ballada o Dniestrze für gemischten Chor a cappella (1984)
- Impresja für Orgel, Harfe und Perkussion (1984)
- Witraże, Suite für Orgel, Flöte, Oboe und Horn (1985)
- Srebrne skrzydła, sinfonische Ouvertüre für großes Sinfonieorchester (1985)
- Scherzo symfoniczne (Kontrowersje) für Orchester (1986)
- Capriccio für na klawesyn (1986)
- Chorał, Cantabile, Fuga für Orgel (1988)
- Dissonatio für Orgel (1989)
- Ave Maria für gemischten Chor a cappella (1989)
- Missa brevis für gemisc hten Chor a cappella (1990)
- Improvisation pour orgue (1990)
- Sonatina „In memoriam I. J. Paderewski“ für Klavier (1991)
- Poemat für Orgel (1992)
- Moje Miasto, sinfonische Dichtung für großes Sinfonieorchester (1992)
- Tryptyk für Bariton und Klavier (1992)
- Krajobrazy Serdeczne, Triptychon für drei Rezitatoren, gemischtes Quartett und Kammerorchester (1993)
- Witraże für Orgel solo (1993)
- Tren, sinfonische Dichtung für großes Sinfonieorchester (1994)
- Noc na Kazalnicy, Rhapsodie für großes Sinfonieorchester, Stanisław Janik gewidmet (1996)
- Ave Maria für gemischten Chor und zwei Instrumente (1996)
- Serenada für Streichorchester (1996)
- Suita für Streichorchester (1997)
- Preludia na temat polskich pieśni kościelnych für Orgel (1997)
- Symfonia nr 6 „Sinfonia Desiderii“ für großes Sinfonieorchester (1998)
- In memoriam St. Kinga für Oboe und Streicher (1998)
- Oremus pro pontifice, zum zwanzigjährigen Pontifikat von Johannes Paul II. für Bariton, Orgel und Streicher (1998)
- Msza für Sopran, Tenor, gemischten Chor und Orgel (1998)
- Tryptyk pamięci Andrzeja Hiolskiego für Bariton und Kammerensemble (1998)
- Epitafium dédié à Jean Langlais für Orgel (1999)
- Fantazja für Klavier (1999)
- Janowi Sebastianowi Bachowi w Hołdzie, Dichtung für großes Sinfonieorchester (2000)
- Poematy Różańcowe für Kammerensemble na (2001)